# سیرنا سامبا-مایلا
سیرنا سامبا-مایلا (انگلیسی: Cyréna Samba-Mayela؛ زادهٔ ۳۱ اکتبر ۲۰۰۰) دونده زن دو با مانع اهل فرانسه است.
وی در مسابقات کشوری و بین‌المللی در مجموع برندهٔ ۱ مدال نقره شده است.